# Mikołaj Halcław
Mikołaj Halcław (zm. 1430) — śląski dowódca wojskowy z okresu wojen husyckich. W 1430 roku oskarżony został przez biskupa wrocławskiego Konrada o zdradę polegającą na braku wystarczającego zaangażowania w obronę zamku w Otmuchowie. Skazany na śmierć poprzez ścięcie.